# Ocean Heights 1
Ocean Heights é um arranha-céu residencial supertall desenhado por Aedas e localizado em Dubai Marina, Dubai, nos Emirados Árabes Unidos. Tem 310 m (1.017 pés) de altura e 83 andares. O prédio foi coberto em 22 de dezembro de 2009, e concluído em 2010. Até julho de 2019, é o 11.º maior edifício residencial do mundo, e o 7.º edifício residencial mais alto de Dubai.
O edifício, com curvas que lhe dão uma sensação única de movimento à medida que sobe, sofreu várias modificações desde o planejamento de sua construção, sendo esta a terceira versão proposta pela DAMAC Properties Co. No primeiro desenho, atingia 38 andares; no segundo, 50; e no atual atinge 83.